# Důl Petr a Pavel
Důl Petr a Pavel byl černouhelný hlubinný důl v Michálkovicích, patřil společnosti Kamenouhelných dolů Severní dráhy Ferdinandovy.

## Historie

### Vznik dolu
Pro zvýšení těžby byla roku 1858 založena společností Severní dráhy Ferdinandovy v důlním poli v Michálkovicích jáma Petr, ve vzdálenosti 355 m na severozápad od jámy Michael a 20 m od ní výdušná jáma Pavel. Pojmenování jam se odvozuje od svátků Petra a Pavla, který připadl na den založení jam 29. června 1858. Jáma Petr byla do roku 1913 jámou těžní a do roku 1923 jámou úvodní. Jámou výdušnou zůstala jáma Pavel až do její likvidace v roce 1994. V roce 1913 došlo k převedení těžby na důl Michael a důl Petr a Pavel se stal pomocným závodem. Od roku 1925 bylo soustředěno fárání mužstva na důl Michal.
Povrchové spojení jámy Petr s dolem Michal zabezpečovala štola, s napojením na úzkorozchodnou železnici v areálu dolu Michal, po převedení těžby na důl Michal. Štola byla zaústěna do jámového stvolu v hloubce 14,7 m pod úrovni ohlubně jámy Petr, byla dlouhá 67 m, vyzděná na betonovém páse, s rovným betonovým stropem, částečně ražená a částečně vystavěna na volném prostranství a zasypána vytěženou hlušinou dolu Petr a Pavel. Profil štoly byl obdélníkový 3,4 x 3, 0 m. Ke konci 2. sv. války ve štole byl zřízen protiletadlový úkryt s ošetřovnou. Po válce byl částečně využíván jako kryt pro zaměstnance dolu Petr Cingr a blízké ZOO a jako sklad civilní obrany (CO). Vzhledem k velké vlhkosti byl materiál CO přemístěn do jiných skladů a zde zůstaly jen prázdné místnosti s lavicemi. Nakonec byl vchod do štoly zazděn a znepřístupněn.
Důl Petr a Pavel byl součástí dolu Michal ve vlastnictví SDF až do roku 1945. Od 1. ledna 1946 se stal, jako pomocný závod dolu Petr Cingr, součástí národního podniku Ostravsko-karvinské doly v Ostravě. V rámci útlumu těžby uhlí v OKR došlo na dole Petr Cingr k zastavení těžby dne 30. června 1993.

### Současný stav
V roce 1993 bylo ukončeno vyplnění štoly plaveným popílkem a v roce 1994 ukončen zásyp jam Petr a Pavel popílko-cementovou směsí.
Důl Petr a Pavel byl 30. listopadu 1993 prohlášen kulturní památkou, avšak při dalším hodnocení neudržitelného množství technických památek v OKR, bylo 11. ledna 1996 prohlášení zrušeno. Zachována je budova strojovny těžního stroje jámy Petr, ostatní povrchové objekty byly zbourány, jámy v roce 1994 zabezpečeny betonovým poklopem a území asanováno.

### Strojní a technické zařízení

#### Strojovna
Těžní věž byla původně dřevěná pyramidová přestavěna pravděpodobně v roce 1880 na věž ocelovou o výšce 13,2 m s lanovnicí4 000 mm. Již v roce 1864 byla jáma Petr vybavena parním těžním strojem o výkonu 54 HP. V roce 1880 byl instalován dvouválcový parní těžní stroj o výkonu 100 HP. Byl vyroben ve Strojírnách hraběte Salma v Blansku. Ve 20. letech 20. století byl převeden na pohon stlačeným vzduchem (4 atm.) a sloužil až do roku 1966. Bubny těžního stroje měly průměr 4400 mm a šířku 710 mm, lano mělo průměr 31 mm, dvě těžní klece se dvěma etážemi pro dva vozíky vedle sebou na etáž. Rychlost jízdy 12 m/s pro těžbu. Výška těžní věže od ohlubně po střed lanovnic 14,1 m, průměr lanovnic 3700 mm. Těžní věž byla příhradová vzpěrová vyrobená ve Strojírnách hraběte Salma v Blansku. Původní těžní stroj byl upraven na jednobubnový s elektrickým pohonem (1966), na těžní věži byla jedna lanovnice.
Jáma Pavel byla ihned po založení jámou výdušnou a sloužila pro odvodnění. V roce 1864 bylo na jámě v provozu parní důlní tahadlové čerpadlo s ležatým válcem o výkonu 100 HP a zároveň se zařízením pro fárání mužstva.

#### Větrání dolu
Větrání dolu bylo přirozené. Přirozená cirkulace vzduchu byla možná, protože michálkovické jámy byly v podzemí propojeny. Jáma Petr byla až do roku 1923 jámou úvodní. Jáma Pavel výdušnou, která byla v roce 1882 vybavena ventilátorem soustavy Rittinger o výkonu 5,2 m³/s výdušných větrů. V roce 1898 byla vybavena 2 větrníky s výkonem 2500 m3/min. a druhý, záložní, měl výkon spolu s větrní věží 1140 m³/min. 3. března 1923 byla jáma Petr přebudována na jámu větrní. Byla vybavena ventilátorem soustavy Diennedahl o výkonu 40–70 m³/s a záložním ventilátorem o stejném výkonu soustavy Capell z roku 1922, vyrobeno ve Vítkovických železárnách. Pohon ventilátorů byl už elektrický motory firmy A.E.G. Union, Berlín (121 kW) a Siemens-Schuckert, Vídeň (záložní 125 kW). Jáma Pavel fungovala jako paralelní větrní jáma. Ventilátor Capell byl v roce 1942 přemístěn na jámu Oskar v Heřmanicích) a na jeho místo byl instalován ventilátor soustavy Dinnendahl. Strojovna ventilátorů jámy Petr byla z režného cihlového zdiva.

#### Čerpání důlní vody
V roce 1862 bylo instalováno parní důlní tahadlové čerpadlo s ležatým válcem o výkonu 100 HP. V roce 1882 bylo instalováno parní důlní tahadlové čerpadlo přímo účinné s kataraktovým rozvodem o výkonu 150 HP. Přítok důlní byl vody 100 l/min, takže toto čerpadlo pracovalo v noci jen několik hodin. V roce 1898 v podzemí byla 2 čerpadla s výkonem 300 HP a 350 HP a 2 pomocná čerpadla s výkonem 20 HP a 25 HP. Po roce 1913 bylo čerpání důlní vody v režii dolu Michal.

#### Ostatní
V roce 1898 byly na povrchu jámy Petr v provozu 3 kompresory, které zásobovaly důlní sítě stlačeným vzduchem. Po roce 1913 byla vzduchová soustava napojena na kompresorovnu dolu Michal. Potrubí se stlačeným vzduchem o průmětu 500 mm vedlo spojovací štolou zaústěnou do jámového stvolu jámy Petr.
Důl byl připojen na Báňskou dráhu odbočkou u dolu Michal.

### Těžba uhlí
Hloubení jam bylo zahájeno v roce 1858, po překonání 90 m nadloží byl dosažen produktivní karbon. Těžba uhlí byla zahájena v roce 1866.
Těžní jáma Petr měla v roce 1882 hloubku 212,3 m. V roce 1898 byla jáma hluboká 398 m. V roce 1928 měla konečnou hloubku 504,5 m
Jáma Pavel měla v roce 1882 hloubku 212,3 m, v roce 1898 byla hluboká 395 m, v roce 1928 měla hloubku 408,4 m a byla dále prohloubena na konečnou hloubku 470 m.
Dobývaly se sloje jakloveckých vrstev ostravského souvrství. V roce 1868 bylo vytěženo spolu s dolem Michael 90 958 tun uhlí, v roce 1885 už 100 054 tun uhlí, v roce 1891 celkem 201 359 tun a v roce 1915 celkem 195 000 tun uhlí. Uhlí bylo těženo ve slojích průměrné mocnosti 50–200 cm, v 17 slojích, metodou piliřování nebo stěnováním se základkou nebo na zával z hloubky 500 m.

### Údaje o dole
Údaje dle
| Název | Druh jámy      | Založení | hloubka jámy [m] | těžba     | vytěženo                   | likvidace | dobývací pole [ha] | poznámka |
| ----- | -------------- | -------- | ---------------- | --------- | -------------------------- | --------- | ------------------ | -------- |
| Petr  | těžní, výdušná | 1858     | 513              | 1866–1913 | vykazována s dolem Michael | 1994      | 18                 | 9 pater  |
| Pavel | větrní         | 1858     | 407              | 1866–1913 | vykazována s dolem Michael | 1994      | 18                 | 9 pater  |

### Ubytování
Pro ubytování havířů společnost SDCF postavila kolonii Peterská nebo také Kolonie U Pumpy. Výstavba probíhala od roku 1884. Stála zde i kasárna (1852) pro ubytování havířů. Kolonie navazovala na severu a západu na Josefskou kolonii, východně na Starou kolonii (U jámy Michal). V Peterské kolonii bylo víc než osmdesát domů. V roce 1921 bylo v kolonii 60 obytných budov a 10 budov občanské vybavenosti a závodních servisních domů. V roce 1941 bylo dokončeno deset třípodlažních domů a 12 domů do konce 2. světové války. Vlivem důlní činnosti musela být řada domů zbourána. V roce 2012 zde bylo na 76 domů.
Vedle zděné kolonie (severně) byla na přelomu 40. a 50. let 20. století postavena kolonie tzv. finských domků, nachází se na katastru Slezské Ostravy.

## Galerie

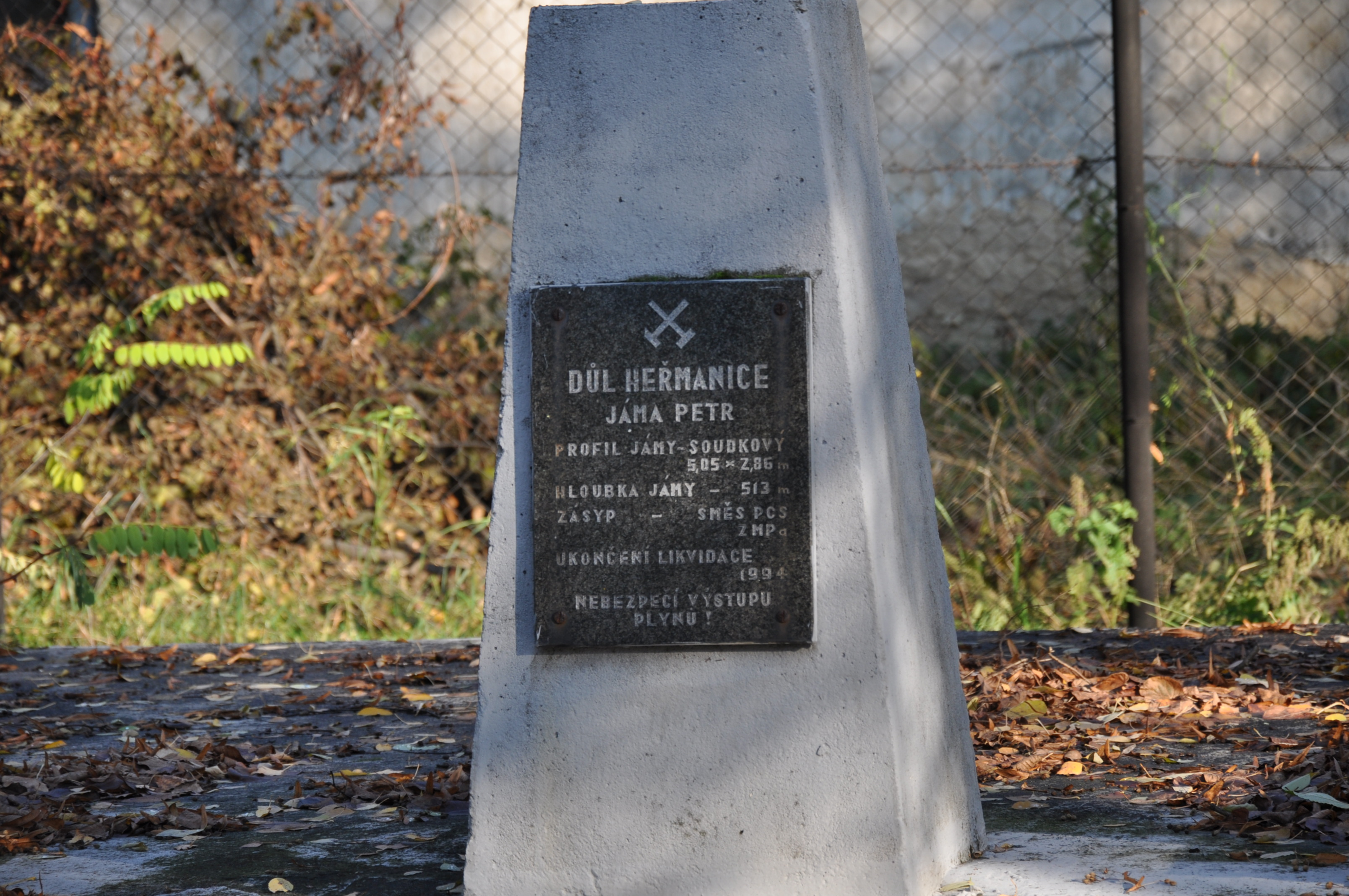
Informační tabule.
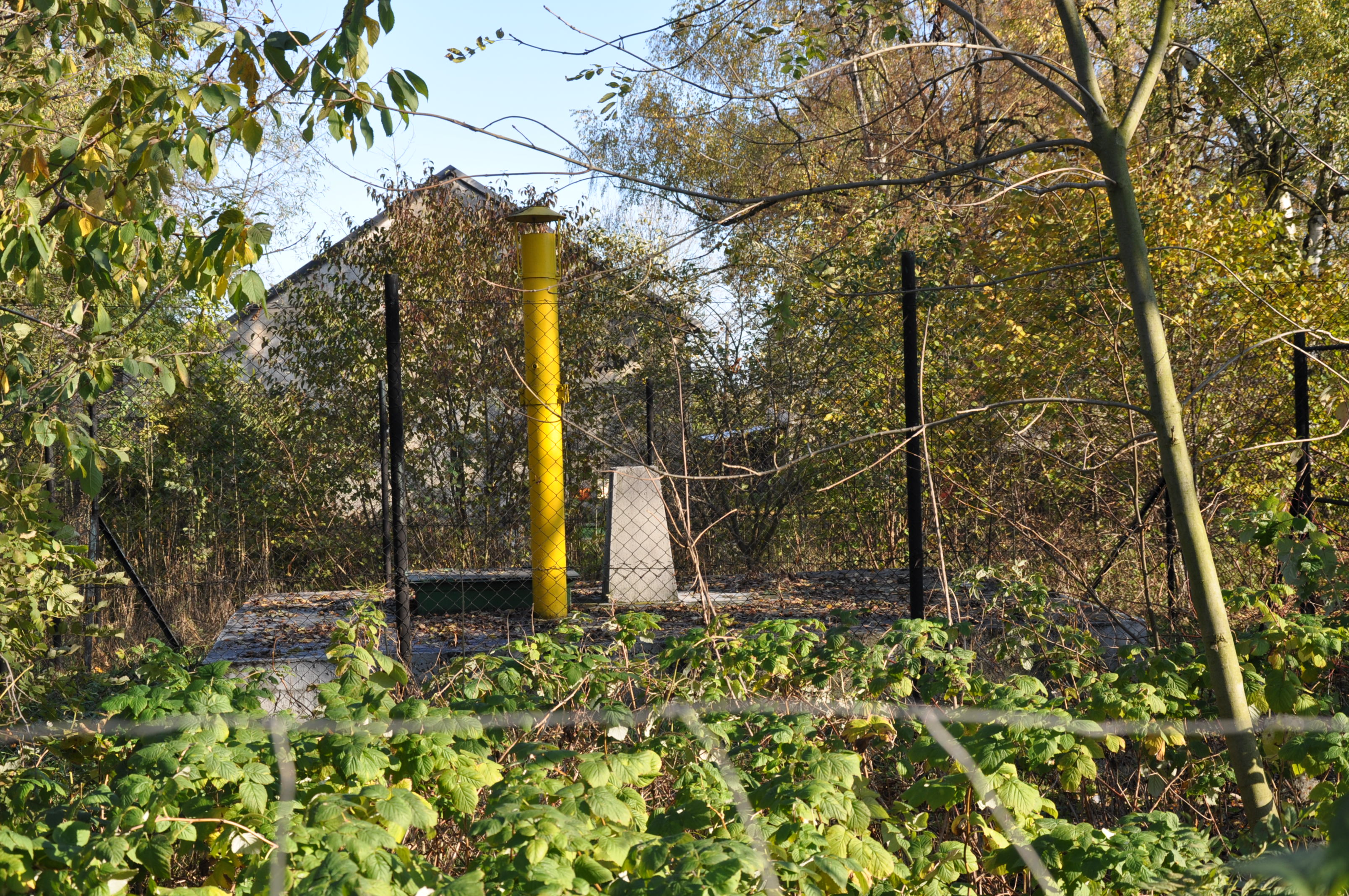
Jáma Pavel, za ní jáma Petr a budova strojovny jámy Petr.
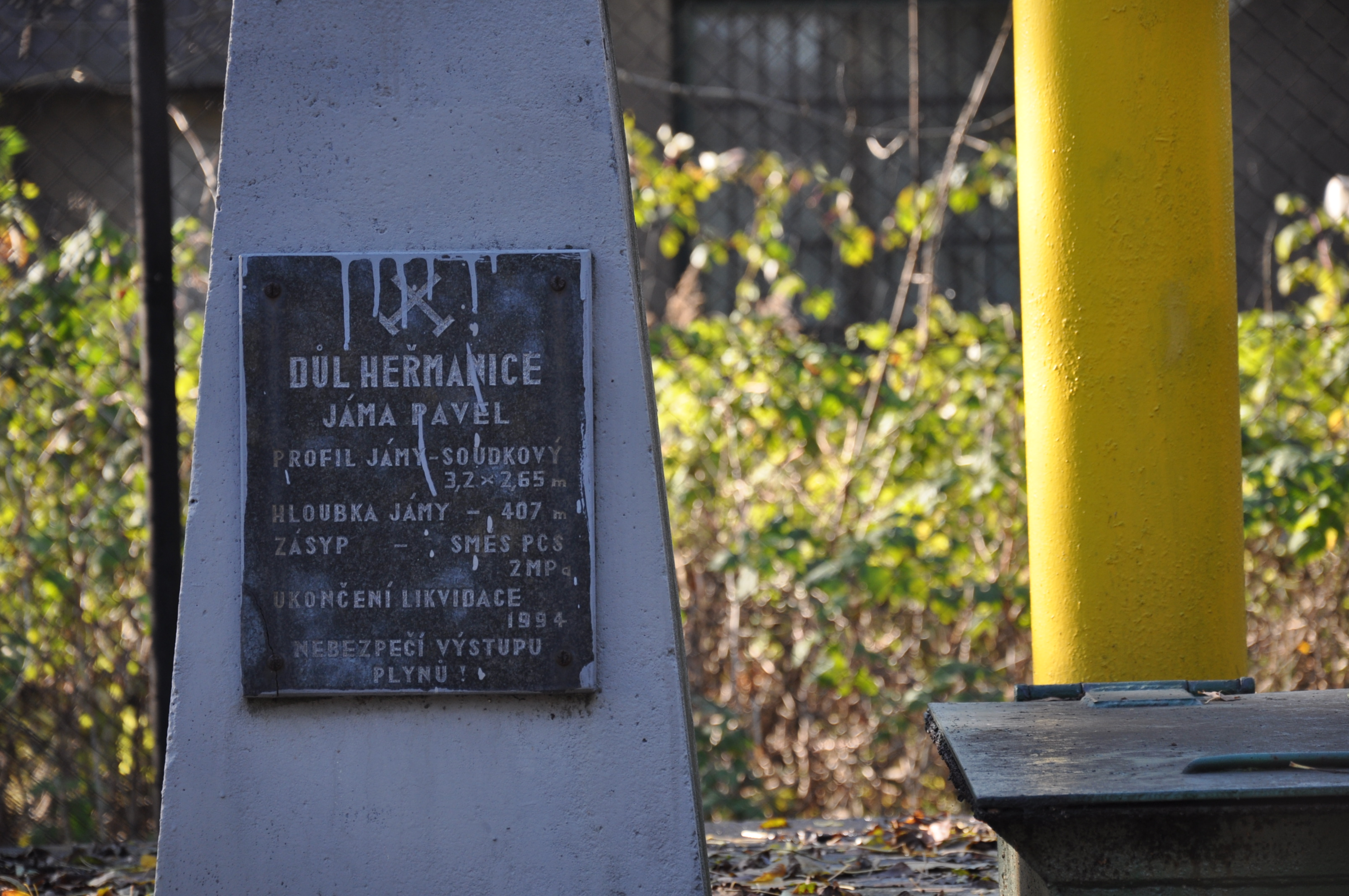
Informační tabule.
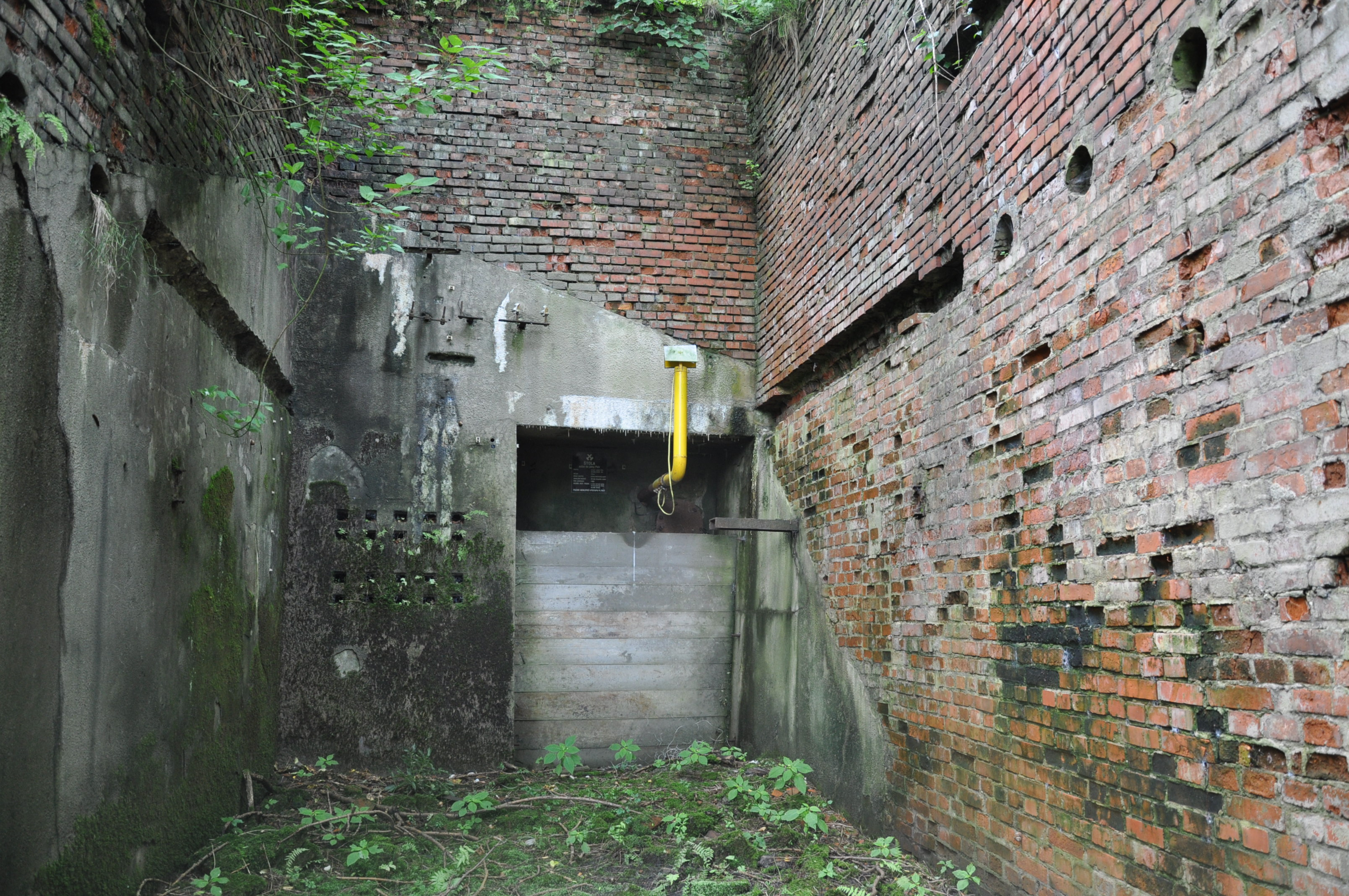
Portál štoly ústící do jámy Petr.
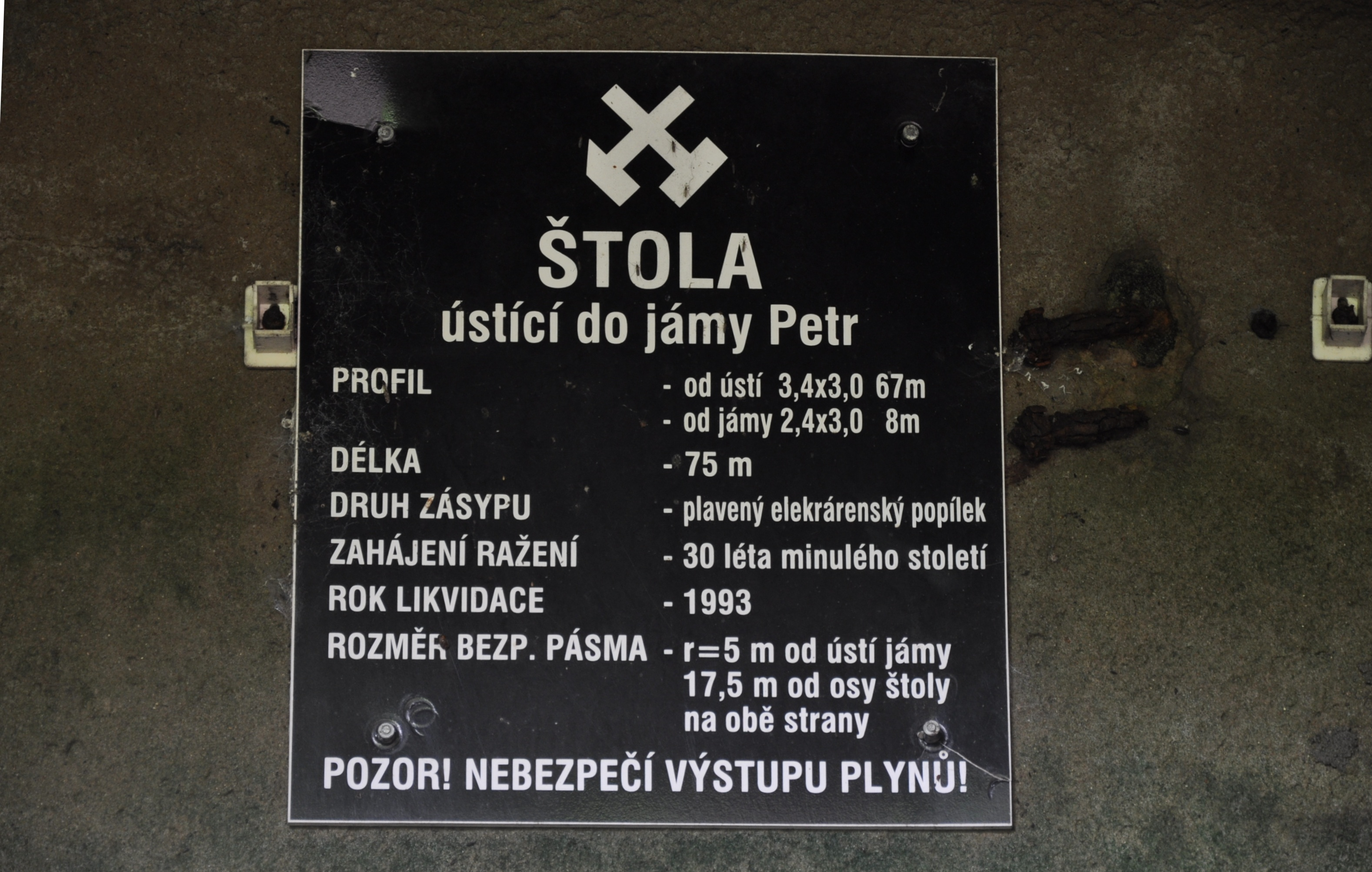
Důl Michal štola inf. tabule
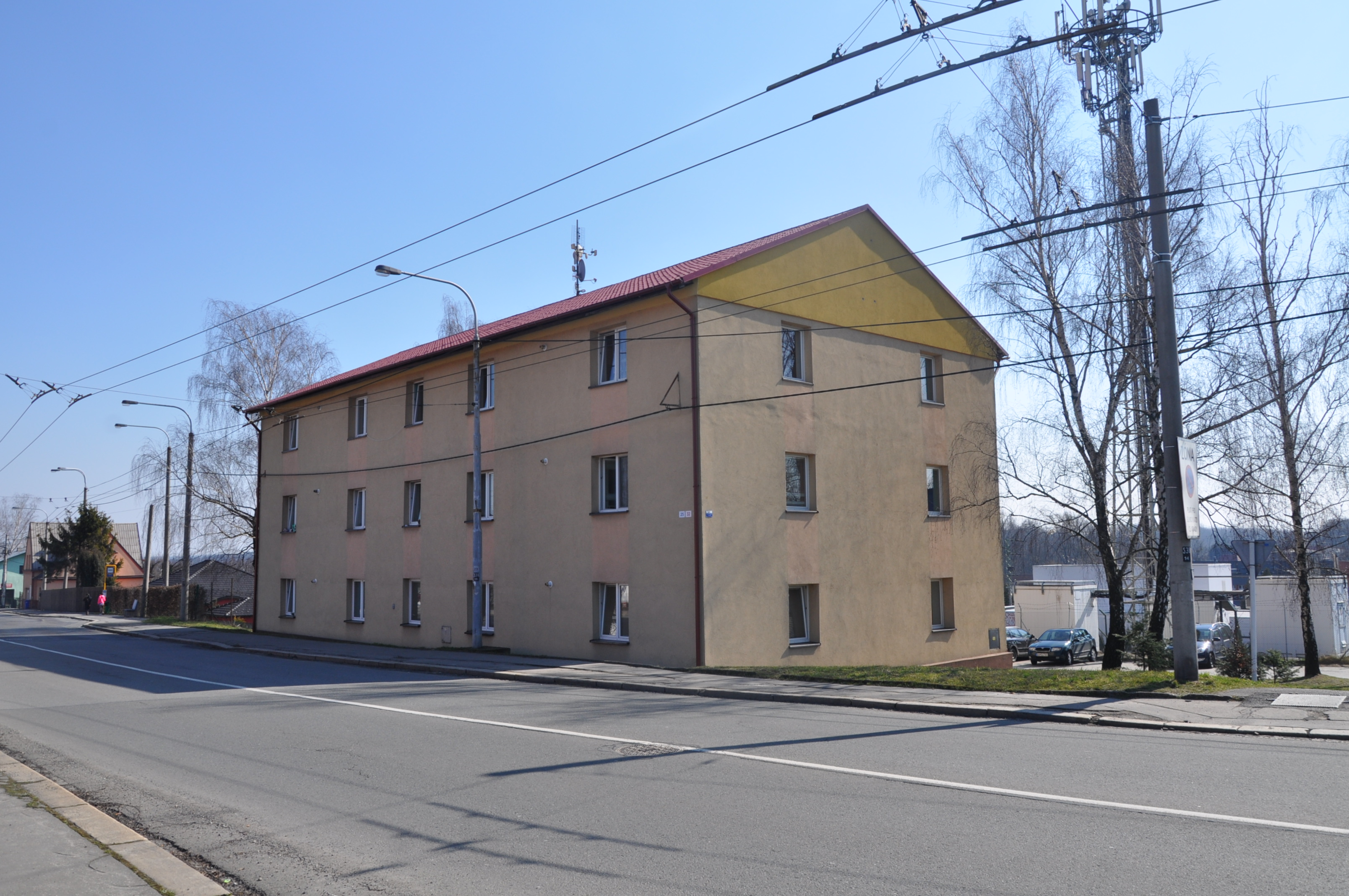
Dům na Čs. armády 25/32 byl postaven v roce 1852 a sloužil jako ubytovna (kasárna) pro havíře.